# 日本飛行機専務宅放火殺人事件
日本飛行機専務宅放火殺人事件（にっぽんひこうきせんむたくほうかさつじんじけん）とは、1990年4月12日に中核派が起こしたテロ事件。

## 概要
1990年4月12日の午前2時50分頃、神奈川県鎌倉市極楽寺の日本飛行機専務宅で火災が発生した。就寝中だった専務（当時66歳）は物音で目を覚まし、寝ていた妻を起こしてから近隣の民家へ消防への通報を依頼するため自宅から脱出した。専務宅は全焼し、妻（当時53歳）は逃げ遅れて一酸化炭素中毒で死亡した。専務も顔や頭に全治1か月の火傷を負った。焼け跡から単三乾電池4個とリード線が発見され、ガソリンの匂いがしたことから神奈川県警は放火殺人事件と断定、鎌倉警察署に捜査本部を設置した。
火災は時限式発火装置の作動によるもので、逃げ道をふさぐ形で、勝手口脇と風呂場脇の2か所に仕掛けられていた。当時、成田空港問題を巡って、航空関係者の住居への放火が相次いでいたが、死者が出たのはこれが初めて。
日本飛行機は防衛庁へ航空機部品を納入し、株主である日本航空や全日空から役員が派遣されていたが、同社総務部は「過激派に狙われる理由はわからない。犠牲者が出たことに憤りを感じる」とコメントしている。
事件後、中核派が「先日、鎌倉でわが革命軍は火炎攻撃を加えた」と犯行声明を出したことから、神奈川県警は中核派によるテロ事件と断定した。また、中核派の機関誌も「日本飛行機は戦争によって肥え太ってきた"死の商人"で、成田空港2期（工事）を推進している企業だ」などと犯行動機を示す記事を掲載した。
当時、成田では成田新法に基づく団結小屋の除去・封鎖が進められており、中核派は前年12月から同年4月までを「死闘の5ヶ月間」と位置づけていた。
1990年10月13日、神奈川県警公安第三課と鎌倉警察署は横浜市中区長者町の中核派の拠点、前進社神奈川支社など27ヶ所を殺人、現住建造物等放火容疑で家宅捜索、機関誌やビラなど62点を押収した。
1990年11月11日、神奈川県警警備部と鎌倉警察署は横浜市港北区篠原西町の中核派のアジトを殺人、現住建造物等放火容疑で家宅捜索、メモや地図など100数十点を押収した。この際に警察官に暴行した非公然活動家1人を公務執行妨害で現行犯逮捕した。